# 정곡초등학교
정곡초등학교는 대한민국 경상남도 의령군 정곡면 중교리에 있는 공립 초등학교이다.

## 학교 연혁
- 1923년 4월 1일 정곡공립보통학교(4년제) 개교
- 1930년 4월 1일 6년제 개편
- 1938년 4월 1일 정곡공립심상소학교로 개칭
- 1941년 4월 1일 정곡공립국민학교로 개칭
- 1981년 3월 1일 병설유치원 개원
- 1990년 5월 3일 컴퓨터실 설치(아동용 21대, 교사용 1대, 프린트 1대)
- 1994년 12월 10일 급식소 신설 준공
- 1995년 3월 2일 급식학교 지정 급식 실시(농촌형)
- 1996년 3월 1일 정곡초등학교로 개칭
- 1998년 9월 1일 정남분교장 본교로 편입
- 1999년 3월 1일 정남분교장 본교에 통폐합
- 2000년 7월 15일 전교생 야영 수련대회 실시
- 2000년 12월 8일 다목적 교실(급식소 겸용) 및 유치원 신축
- 2000년 12월 7일 야외 급수대 설치
- 2001년 4월 1일 다목적교실 개관식 및 총동창회 개최
- 2015년 2월 17일 제89회 졸업(총 졸업생 4,585명)
- 2015년 3월 1일 제32대 설광수 교장 취임
- 2016년 9월 1일 제33대 이순주 교장 부임
- 2017년 2월 17일 제91회 졸업(4591명)
- 2017년 3월 1일 6학급 편성

## 소장 문화재
- 의령 중교리 석조여래좌상 (경상북도 유형문화재 제6호)

## 참고 자료
- 정곡초등학교 - 한국교육학술정보원 학교알리미